# 伯基特冰原島峰
69°42′S 66°53′W / 69.700°S 66.883°W
伯基特冰原島峰（英語：Burkitt Nunatak），是南極洲的冰原島峰，位於帕爾默地的戴耶高原西北部，海拔高度約1,200米，由英國南極名稱諮詢委員會命名，現時由南極條約體系管理。